# BMD-20

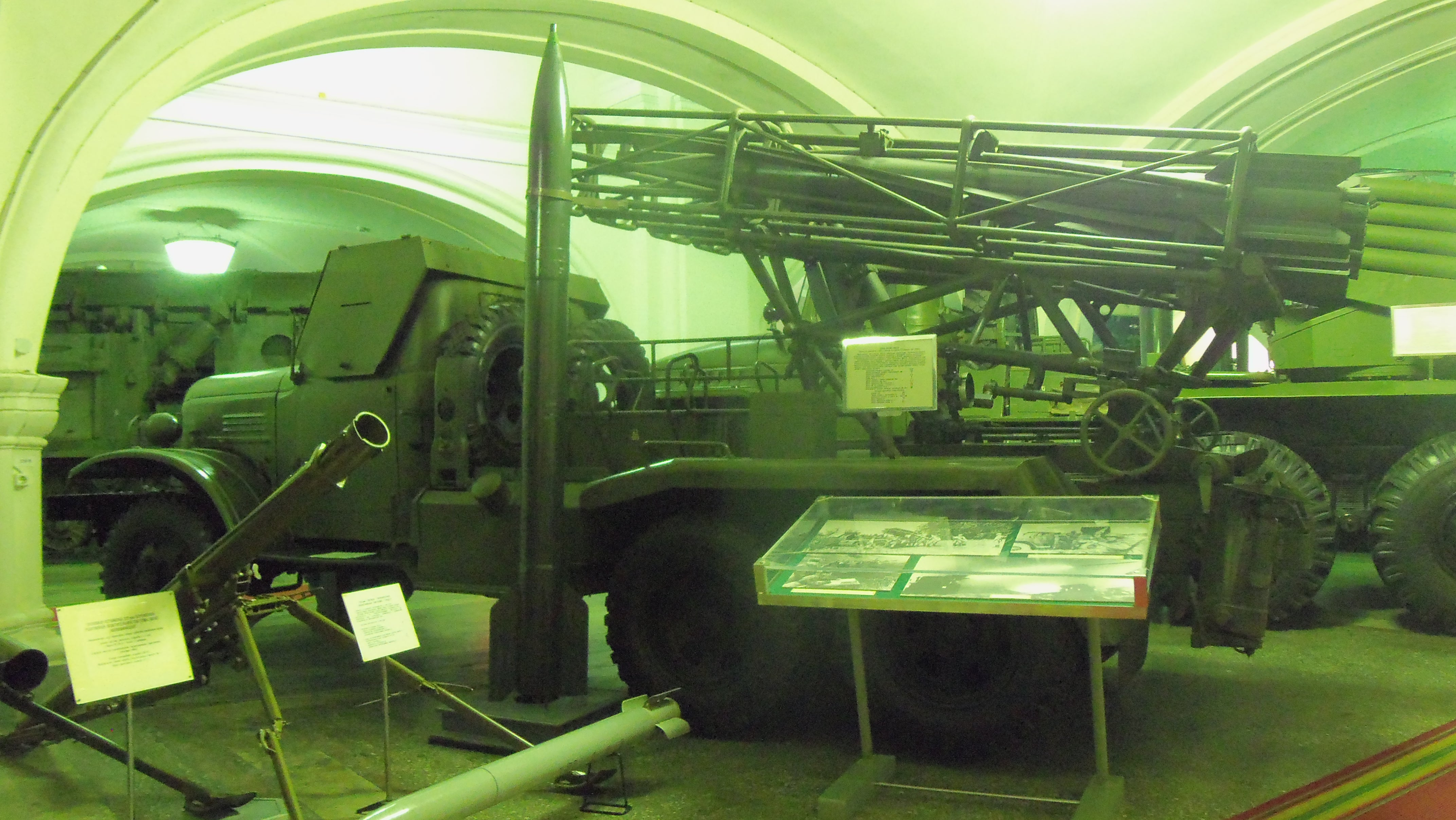
Wystawiona w muzeum wyrzutnia BMD-20

BMD-20 – sowiecka mobilna wyrzutnia niekierowanych stabilizowanych pocisków rakietowych opracowana w latach 50. XX wieku na podwoziu ciężarówki ZiŁ-151. BMD-20 miała cztery prowadnice z których odpalane były niekierowane pociski rakietowe kalibru 200 mm.

## Historia
Po sukcesie systemów artyleryjskich w których rolę pocisku pełniła rakieta, takich jak słynna Katiusza podczas II wojny światowej, Związek Radziecki kontynuował rozwój takiej broni. Rozwój BMD-20 rozpoczął się w 1947 roku, a w 1952 roku został przyjęty do służby w Armii.

### Użytkownicy

#### ZSRR
BMD-20 wszedł do służby w Związku Radzieckim w 1952 roku i pozostał w produkcji do końca dekady. W trakcie cyklu produkcyjnego wypuszczono blisko 4000 pojazdów.
W latach 70. został zastąpiony przez nową wersję noszącą oznaczenie BM-27 Uragan.

#### Korea Północna
Korea Północna otrzymała 200 BMD-20 w połowie lat 50. i nadal ma tę broń w służbie. Rakiety jednak są montowane na ciężarówce ZiŁ-157 i wyrzutniach służących marynarce wojennej m.in. na ośmiu łodziach patrolowych.

#### Eksport
W przeciwieństwie do innych sowieckich systemów artyleryjskich BMD-20 nie był szeroko eksportowany. Choć został sprzedany do Etiopii (20 szt.), która użytkowała te pojazdy do końca lat 80., a także na Kubę (20 szt.).

## Dane taktyczno-techniczne

### Wyrzutnia
System artyleryjski oparty był na podwoziu ciężarówki ZIS-151 (Później oznaczaną jako ZiŁ-151) z napędem 6×6 z czterema prowadnicami niekierowanych stabilizowanych rakiet w otwartej stalowej kratownicy spoczywającej na +9° z możliwością podniesienia do +60° i przechyłu do 20° na boki. Załogę wyrzutni stanowi do ośmiu ludzi, z których trzech siedzi wewnątrz kabiny, a reszta na zewnątrz. Okna kabiny są chronione składanymi osłonami z blachy podczas strzelania. Po ustawieniu BMD-20 na miejscu można przygotować wyrzutnię do strzału w ciągu dwóch minut.
- Liczba prowadnic: 4
- Masa: 8,7 t
- Długość: 7,2 m
- Szerokość: 2,3 m
- Wysokość: 2,85 m
- Moc silnika: 69 kW, 92 KM
- Zasięg: do 600 km
- Prędkość maksymalna do 60 km/h
- Załoga: 8 osób

### Rakiety
Każda stabilizowana płetwami rakieta MD-20F 200 mm mierzyła 3,05 m długości i ważyła 194 kg z 30 kg głowicą wybuchową. Mając maksymalny zasięg 19 km i wszystkie mogły zostać wystrzelone w ciągu 4-6 sekund. Wyrzutnia potrzebowała pięciu ludzi na ręczne przeładowanie w ciągu 6-10 minut, co zwykle odbywało się w innym miejscu, z dala od stanowiska strzeleckiego, aby uniknąć kontr ostrzału przeciw baterii. Choć potężne, rakiety nie były celne, rozpraszając się w odległości 90-210 metrów od siebie, więc baterie wyrzutni miały być używane jednocześnie do zbombardowania dużego obszaru.